# Rocca d'Anfo
La Rocca d'Anfo è un complesso militare fortificato eretto nel secolo XV dalla Repubblica di Venezia nel Comune di Anfo, sul lago d'Idro, in Val Sabbia, provincia di Brescia, e posta a guardia del vicino confine di Stato con il Principato vescovile di Trento.
Edificata sul pendio del monte Censo su una superficie di 50 ettari, la Rocca fu rimaneggiata più volte dagli ingegneri di Napoleone Buonaparte e da quelli italiani, ma perse il suo valore strategico nel 1918, quando il Trentino passò definitivamente al Regno d'Italia.
Dopo il 1860 l'esercito austriaco in contrapposizione alla Rocca, iniziò la costruzione del Forte d'Ampola a Storo e dello Sbarramento di Lardaro. Adibita dall'esercito italiano a caserma per l'addestramento dei militari di leva, la Rocca fu anche luogo di detenzione e polveriera; fu dismessa nel 1975, ma restò vincolata al Ministero della difesa fino al 1992. Attualmente, di proprietà dell'Agenzia del Demanio dello Stato, è in fase di recupero strutturale.
Nel maggio del 2005 una convenzione stipulata fra l'Agenzia del Demanio, l'Amministrazione comunale di Anfo e la Comunità montana di Valle Sabbia permette al municipio di Anfo di gestire e ristrutturare i 500.000 metri quadrati di patrimonio storico collocati sulle pendici e all'interno del Monte Censo. È in parte visitabile con guide organizzate e prenotazione.

## L'origine

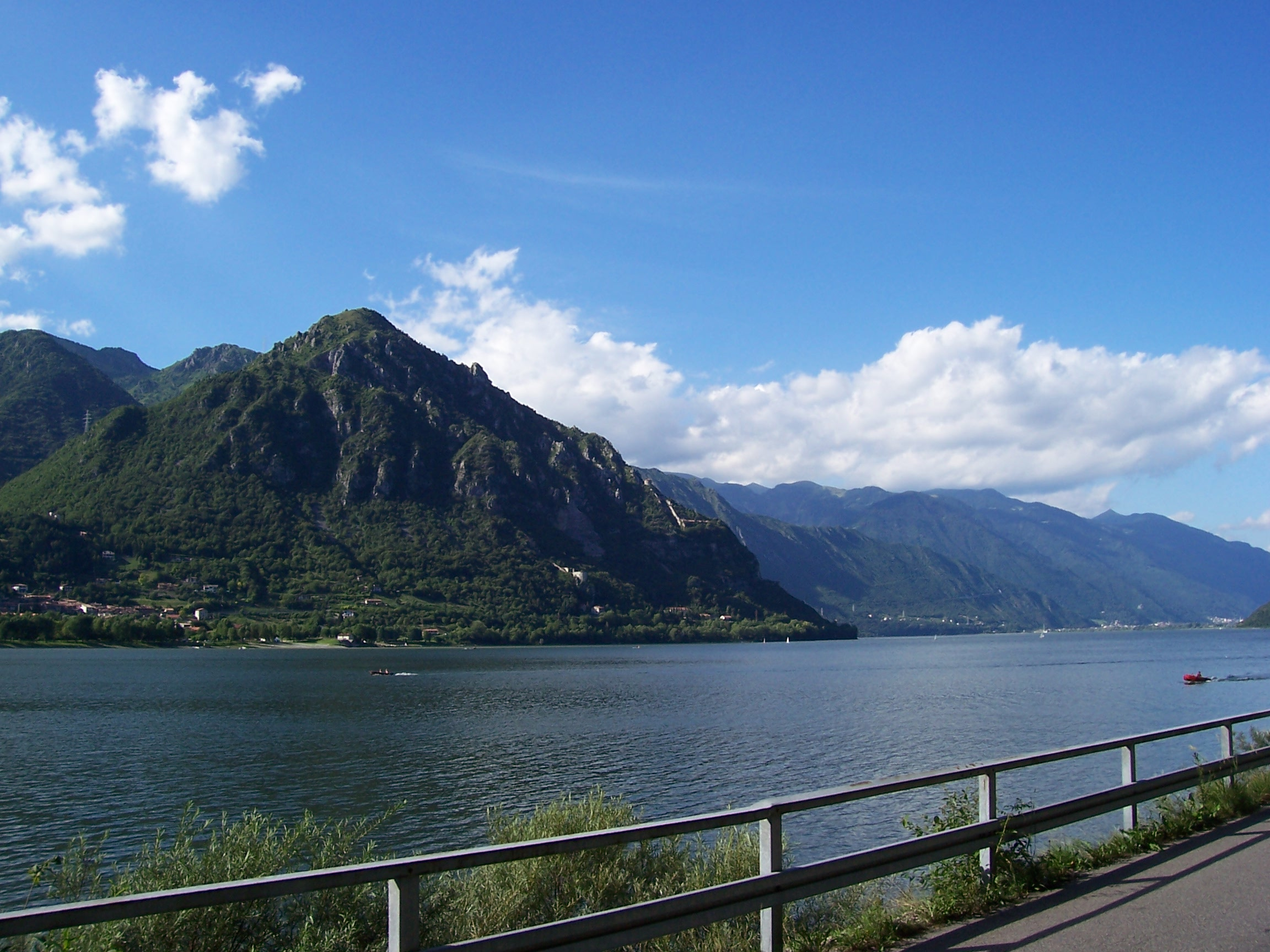
La Rocca d'Anfo vista dalla sponda orientale del lago d'Idro

La costruzione della fortezza di Rocca d'Anfo fu voluta nel 1450 dalla Repubblica di Venezia, che governò il territorio bresciano della Val Sabbia dal 1426 al 1797. Il compito di progettare e sovraintendere ai lavori di costruzione fu affidato al conte Gian Francesco Martinengo, “valoroso condottiero e valente ingegnere militare”. di Barco di Orzinuovi. In questo modo si cestinarono definitivamente i progetti originari dei Visconti di Milano, precedenti dominatori di queste terre, che prevedevano la fortificazione del confine con il Trentino lungo il fiume Caffaro a nord del rio Riperone, o l'eventuale ripristino e ampliamento del luogo fortificato posto sul dosso di Sant'Antonio di Caster situato nel Comune di Bagolino nei pressi di Monte Suello. I lavori durarono fino al 1490 e secondo alcuni ricercatori il nuovo complesso difensivo fu edificato su una precedente fortezza di origine longobarda.
Nel periodo veneziano, tutte le esigenze della Rocca, così come per tutte le altre fortificazioni, erano supervisionate dai Collegio dei Savi, poi dal 1542 la Serenissima diede l'incarico a due senatori con il titolo di Provveditori alle fortezze, portati a tre nel 1579. Il comando militare della struttura era affidato ad un patrizio con il titolo di provveditore, alle cui dipendenze vi era un capitano, una trentina di soldati e qualche bombardiere. Il presidio militare era soggetto per la milizia al capitano di Brescia e, per la logistica, al Podestà.
Delle originarie edificazioni viscontee sono ancor visibili solamente la doppia cinta muraria superiore, in quanto, con l'avvento dell'era napoleonica, le mutate tecniche belliche imposero una completa revisione di tutta la struttura fortificata.

### La ristrutturazione francese
Il generale François De Chasseloup-Laubat (1754-1833), ispettore delle fortificazioni, a seguito della pace di Lunéville sottoscritta dalla Francia e Austria il 9 febbraio 1801, ordinò al fine di completare la difesa e l'occupazione dell'Italia la fortificazione di Peschiera, Taranto, Alessandria, Mantova e la Rocca d'Anfo. L'ordine d'operazione era giunto direttamente da Napoleone Buonaparte preoccupato di garantire il controllo alle sue truppe della strada che univa Trento alla città di Brescia.
Il Primo Console di Francia si era subito reso conto dell'importanza strategica della vecchia fortezza per la "difesa dello Stato", ma la Rocca mostrava i segni decadenti di tante guerre sostenute. Quindi Napoleone diede ordine al suo generale François De Chasseloup-Laubat di provvedere all'ammodernamento delle disastrate strutture "senza ritardi e senza riguardo per la stagione".
Il progetto fu affidato ad ingegneri del genio militare di grande esperienza: prima al barone colonnello, comandante del Corpo Ingegneri, François Nicolas Benoit Haxo (1774-1838) e successivamente al colonnello François Joseph Didier Liedot. Gli ingegneri militari napoleonici abbandonarono saggiamente le strutture venete dando il via ad un grandioso progetto di ampliamento che aveva come fulcro il costone roccioso leggermente posto più a nord.
Questi affrontarono l'opera approntando preliminarmente una cartografia particolareggiata del luogo, adattando mirabilmente le strutture alla natura scoscesa e selvaggia del territorio, secondo le nuove teorie della famosa “Ecole Polytechnique” dell'esercito francese di Parigi. Il Liedot distribuì le varie batterie su piccole terrazze ricavate dallo scavo della roccia e proteggendole per mezzo di una grande Lunetta (la Rocca Alta) nella parte superiore dotata di casematte di artiglieria e fucileria. La strada Trento-Brescia che passava alla base della Rocca, secondo il progetto mai realizzato, doveva essere interrotta da profondi fossati e resa transitabile da ponti levatoi.
I progetti elaborati dai due tecnici francesi rappresentano una tappa fondamentale nella storia della cartografia. I lavori ebbero inizio nel 1802 e in soli 10 anni, nel 1812, furono portati a termine. La spesa sostenuta di militari francesi di 2,5 milioni di franchi testimoniano lo sforzo di fare della Rocca d'Anfo una delle più grandiose e possenti fortezze d'Europa. La caduta dell'impero napoleonico impedì il completamento dell'opera nella sua parte medioinferiore. Le integrazioni delle strutture, fino all'assetto definitivo attuale, vennero effettuate prima dagli Austriaci e poi portate a termine dal Regno d'Italia, dal 1860 al 1914 circa.

## La struttura

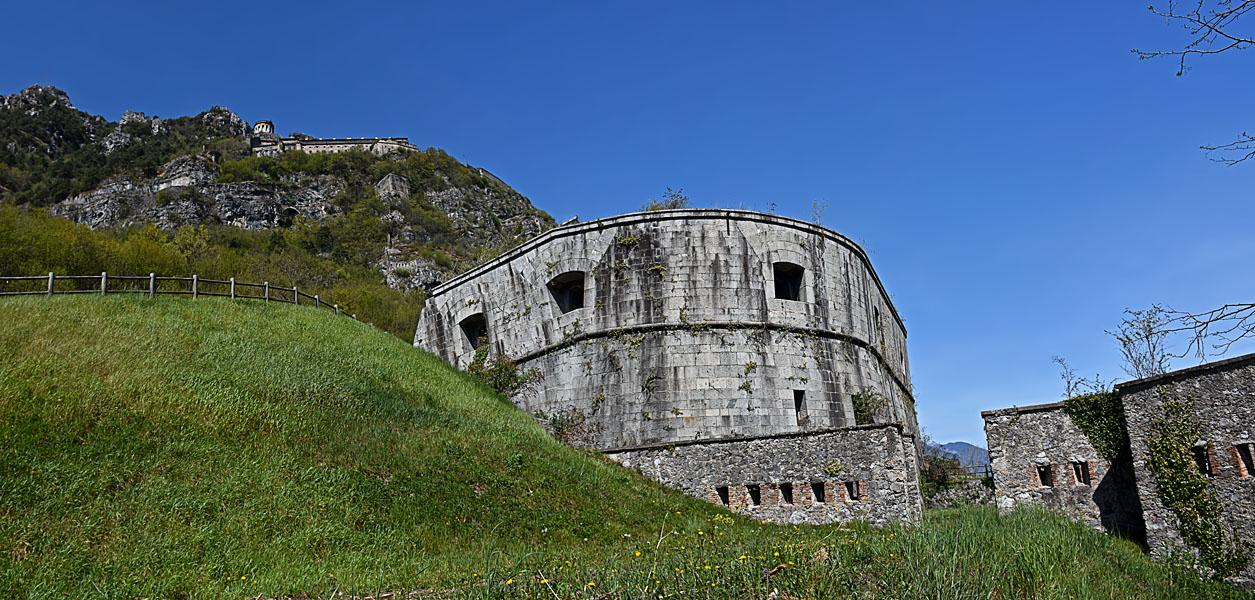
Batteria Statuto e Batteria Belvedere

La Rocca è costituita da una trincea fortificata in direzione del paese di Anfo, difesa da una caserma detta Rocca Vecchia, a sua volta sovrastata dalla batteria veneta; entrambe dominate da un corpo di guardia, posto a 200 metri sul livello del lago e collegato alla batteria da un muro con feritoie e gradini. Verso il “nemico” Trentino si sviluppava una serie di batterie e casermette, sovrapposte a scalinata. A nord esisteva uno scosceso burrone.
Queste batterie di difesa erano chiamate:
- batteria Tirolo, a 100 metri sul lago;
- batteria Rolando, a 150 metri sul lago;
- batteria Belvedere Superiore a 250 metri sul lago.
- ridotto costituito da una Lunetta, detta Rocca Alta, che collegava i due fronti precedenti, a 200 metri sul lago, e conteneva una caserma e una batteria casamattate;
- a 50 metri, sotto la Lunetta, c'era la batteria Bonaparte, poi ribattezzata Anfo, a difesa della strada fra Rocca Vecchia e la batteria Tirolo;
- sul tutto ad una altezza di 300 metri, sovrastava una torre rotonda a due piani.

Trincee, piazzole, rampe, strade coperte, polveriere, stalle per i muli, alloggi per la truppa e cisterne dell'acqua completavano la logistica della fortezza.
Il complesso di queste costruzioni militari è distribuito in una fascia di terreno di forma triangolare, di cui un lato corrisponde all'incirca ad un chilometro di riva del Lago d'Idro. Il resto si sviluppa sul versante orientale del monte Censo, fino quasi alla sua cima, con un dislivello che varia dai 371 metri sul livello del mare dalla riva del Lago ai 1050 metri dal vertice.

## Eventi militari
- Nel 1512 i condottieri Valerio Paitone[8] e Vincenzo Ronchi riconquistano per Venezia la Rocca d'Anfo.[9]
- Nel 1516 la Rocca subì l'assedio delle truppe imperiali del Sacro Romano Impero Germanico.
- Nel novembre del 1526 sbarrò il passo ai lanzichenecchi di Georg von Frundsberg diretti al sacco di Roma.
- Il 19 luglio 1796 il 27º Reggimento di fanteria leggera dell'esercito napoleonico al comando del colonnello Joseph Marie Dessaix (1764-1834) occupa la Rocca e poi prosegue per Storo.
- Il 16 agosto 1797 il generale Napoleone Buonaparte, proveniente da Brescia, scortato da 400 dragoni e dal fratello Luciano, visita la Rocca e si spinge fino a Storo, ove pranzerà con 50 suoi ufficiali.
- Tra il 1813 e il 1814 fu assediata invano per sei mesi dall'esercito austriaco.
- Nel maggio del 1848 il generale Giacomo Durando comandante dei Corpi Volontari Lombardi pose il Quartier Generale nella Rocca e combatté contro un contingente austriaco respingendolo.
- L'8 agosto 1848, con l'Armistizio di Salasco che pose fine alla prima guerra di indipendenza, la Rocca veniva sgomberata dalle truppe piemontesi e consegnata agli Austriaci. Difatti l'Articolo 2º prevedeva espressamente: - "Le fortezze di Peschiera, Rocca d'Anfo ed Osoppo verranno sgombrate dalle Truppe Sarde ed Alleate e consegnate alle Truppe di S.M. l'Imperatore e Re; la consegna di ognuna di queste Piazze avrà luogo tre giorni dopo la Notificazione della presente convenzione. Nelle prefate Fortezze tutto il materiale di dotazione di ragione dell'Austria verrà restituito. Le Truppe che escono trarranno seco tutto quanto il loro materiale, le armi, munizioni, ed equipaggiamento da esse introdotto in quelle piazze e rientreranno per tappe regolari e per la via la più breve negli Stati di S.M. Sarda".
- Nel giugno 1859 i Cacciatori delle Alpi al comando del generale Enrico Cialdini conquistano la parte inferiore della Rocca mentre quella superiore resta in mano agli austriaci che vi si erano fortemente asserragliati.
- Il 29 gennaio 1860, a seguito del trattato di pace con l'Austria, la Rocca è consegnata alle autorità militari piemontesi.
- Nel 1866 durante la terza guerra di indipendenza il presidio della Rocca, comandato dal maggiore Abrile, era formato da due compagnie del 29º Reggimento fanteria della Brigata "Pisa" (160 uomini), una compagnia dell'artiglieria da piazza, una compagnia di zappatori del genio e un plotone di pontieri. La Rocca funse da base all'attacco dei garibaldini in Trentino e da ospedale militare per i feriti nelle varie battaglie sostenute dal Corpo Volontari Italiani. Qui Giuseppe Garibaldi pose il suo Quartier generale e il 3 luglio, dopo la battaglia di Monte Suello, nella quale fu ferito alla coscia, ricevette le prime cure mediche da parte dei sanitari militari.
- Nel 1870 veniva detenuto il caporale Augusto Franzoj (1848-1911) accusato di diserzione. Già volontario garibaldino nel 1866, diventerà in seguito un famoso esploratore.
- Nel maggio 1915 furono sparate dalla Rocca un paio di cannonate contro le linee avanzate austriache.

### L'assedio piemontese del 1859

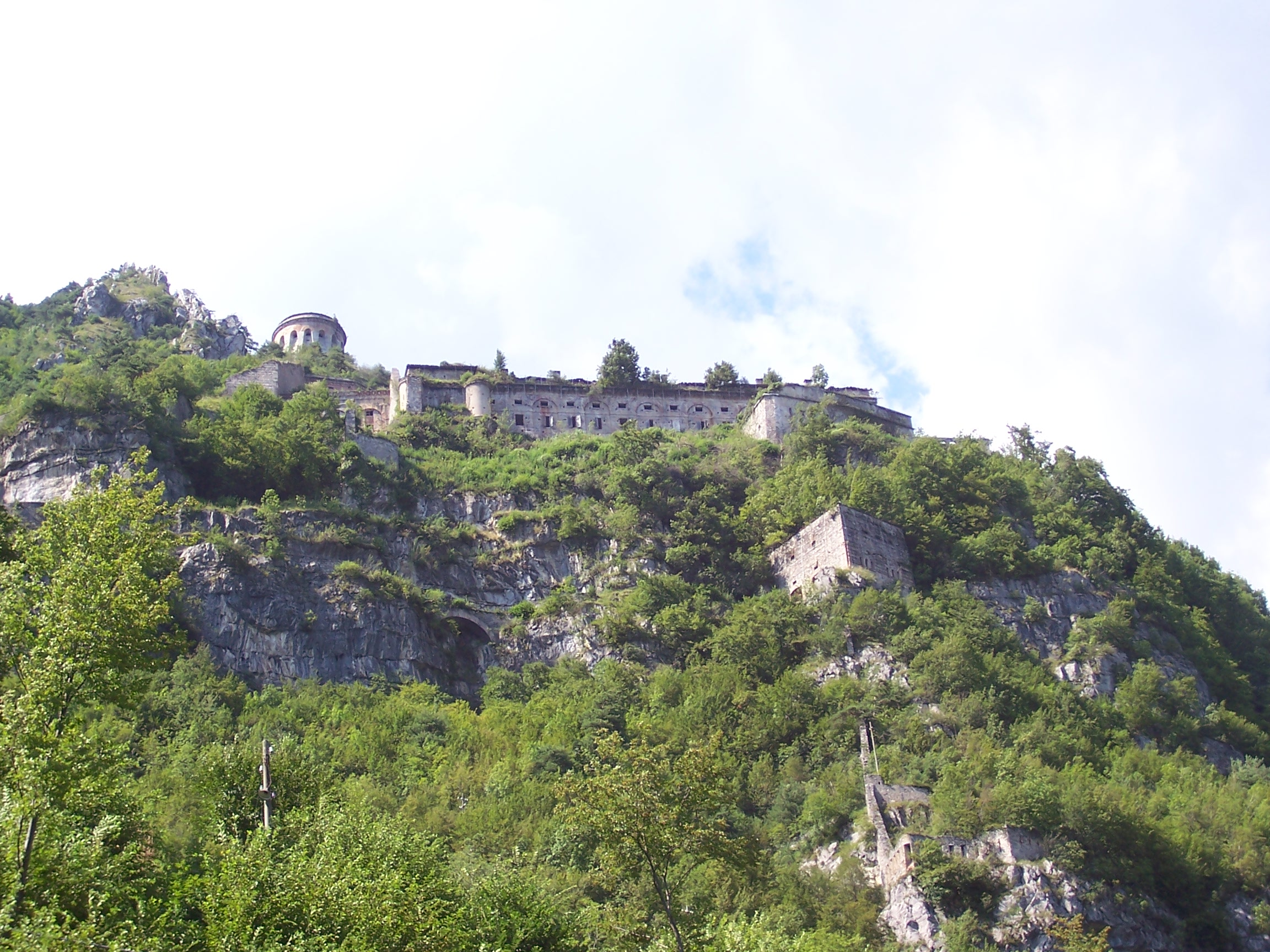
Rocca Alta e la Lunetta

Dopo la battaglia di Treponti del 15 giugno, i Cacciatori delle Alpi furono incorporati nella IV divisione sarda comandata dal generale Enrico Cialdini, che ricevette l'ordine di marciare e conquistare Rocca d'Anfo, presidiata dagli austriaci, per isolare alle spalle la fortezza di Verona e togliere così i rinforzi agli imperiali.
L'imperatore Francesco Giuseppe d'Asburgo, risoluto di non perdere la linea del Mincio, fin dal 17 maggio aveva affidata la guardia del Tirolo al fratello arciduca Carlo Ludovico che, preoccupato delle sommosse lombarde, aveva sollecitato i tirolesi a mantenersi fedeli al governo di Vienna ed a fornire volontari per la guerra contro i franco-piemontesi.
Tremila tirolesi accolsero l'appello dell'Arciduca e furono convogliati in Valcamonica, mentre il confine di Ponte Caffaro e la Rocca d'Anfo venivano rinforzati con la gendarmeria richiamata l'8 giugno dai paesi della Valle Sabbia e con la divisione del tenente generale Karl von Urban in ritirata. Le popolazioni locali della Valle Sabbia, indifese, provarono, allora, l'incubo di un imminente saccheggio. Rocca d'Anfo, come nel 1848, ritornava ad essere teatro di guerra e d'ignorati sacrifici.
Il generale Enrico Cialdini, accolto dagli evviva degli abitanti, giunse il 20 giugno a Lavenone ove divise le truppe su due colonne: l'una la fece avanzare sulla strada reale fino ad Anfo, l'altra per la Spina e il torrente Abbioccolo fino a Presegno e a Bagolino col compito di scendere alle spalle della Rocca a monte Suello, occupare Ponte Caffaro e accerchiare così la fortezza che sapeva munitissima e ben difesa fra le rive del lago d'Idro e i dirupati crinali di alte montagne.

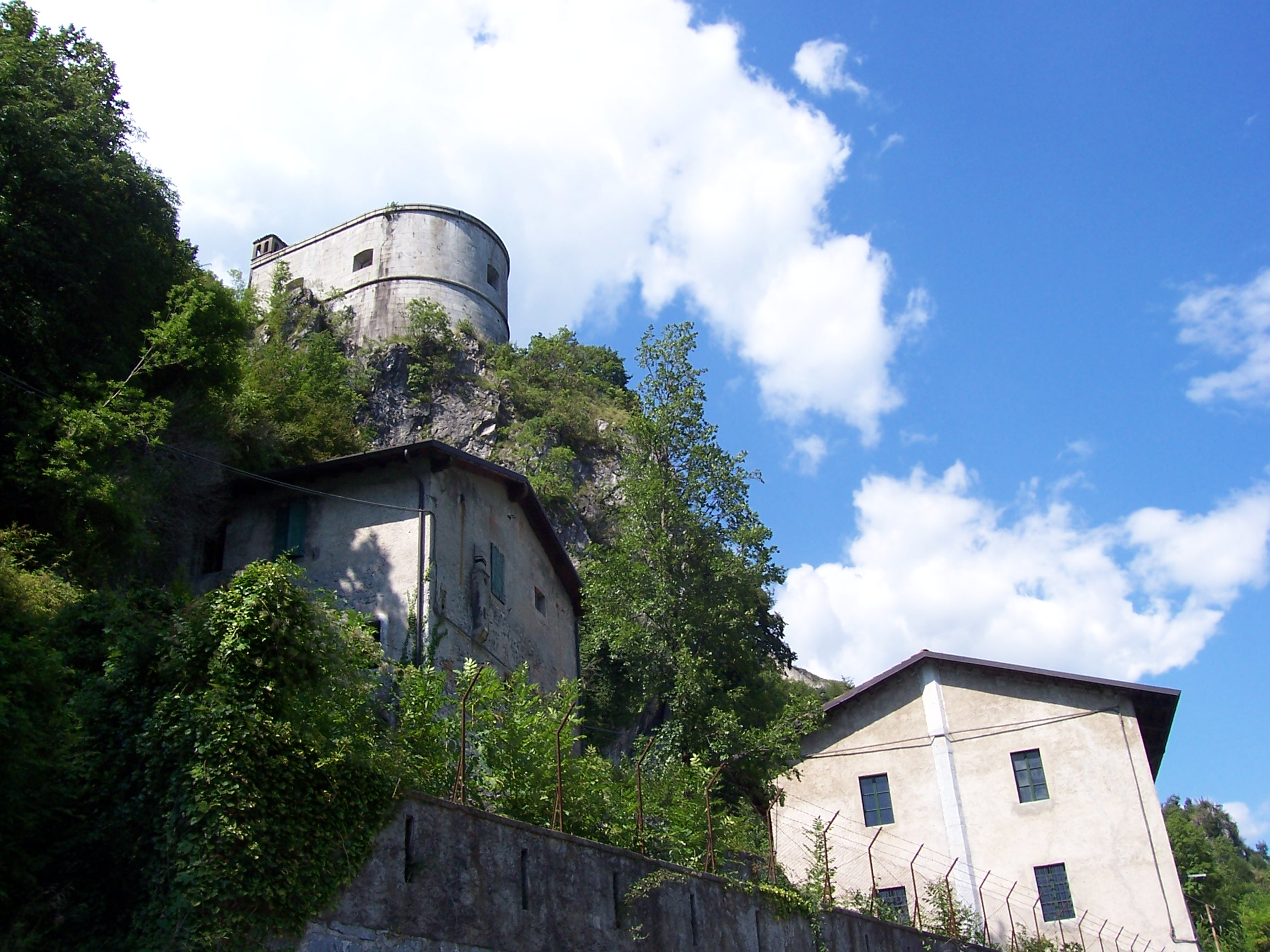
Rocca Vecchia

Il 21 giugno avvennero gli scontri: il Cialdini occupò la caserma posta ai piedi della Rocca facendo numerosi prigionieri. Nell'assalto rimase ucciso sul campo anche Girolamo Bonardelli di Anfo, di 22 anni d'età, che con altri convalligiani aveva seguito le truppe liberatrici.
Le pressioni contro la Rocca ripresero l'indomani per facilitare la conquista dei passi montani. Infatti i Cacciatori delle Alpi conquistarono il monte Maniva, scesero a Bagolino ed a monte Suello, evacuati gli austriaci, occuparono il confine di Ponte Caffaro, la Valle Trompia e la Valcamonica presso Ponte di Legno ancora in mano agli avversari.
Quando oramai ci si apprestava alla conquista finale della fortezza già completamente accerchiata, l'imprevista vittoria dei franco-piemontesi nella battaglia di Solferino e San Martino fece interrompere le ostilità. Ma la guerra sul confine del Caffaro continuò con ripetute azioni di sabotaggio fino al 29 gennaio del 1860, giorno in cui il tenente Pilade Bronzetti coi suoi volontari accampati ad Anfo e con le guardie civiche del distretto di Vestone, poté innalzare la bandiera tricolore sulla Rocca consegnata dai militari austriaci a seguito del trattato di pace.

## Caserma di truppe alpine
Le prime notizie riguardanti la presenza di reparti alpini nella Rocca risalgono al 1875, quando la 21ª compagnia del VI Battaglione di Verona individuò la propria sede per le esercitazioni estive proprio nell'antico manufatto veneto.
Dal 1881 escursioni di compagnie alpine di stanza a Breno verso il Lago d'Idro, erano nella norma. Con il riordino dell'organizzazione delle truppe alpine del 1882, la caserma della Rocca fu assegnata stabilmente al battaglione Rocca d'Anfo con le sue tre compagnie di combattimento: la 53^, la 54^ e la 55^.
Nel 1889 il Battaglione "Rocca d'Anfo" assunse la denominazione di Battaglione "Vestone" e fu trasferito alla caserma "Giovanni Chiassi" di Vestone.
Verso il 1915, in vista dell'imminente guerra con l'Austria, la difesa del forte fu rinforzata con due compagnie dell'artiglieria di fortezza. Terminato il conflitto, con lo spostamento del fronte a nord, strategicamente la fortezza perse ogni valore e non vi dimorò più nessun reparto alpino.

## L'inesorabile declino

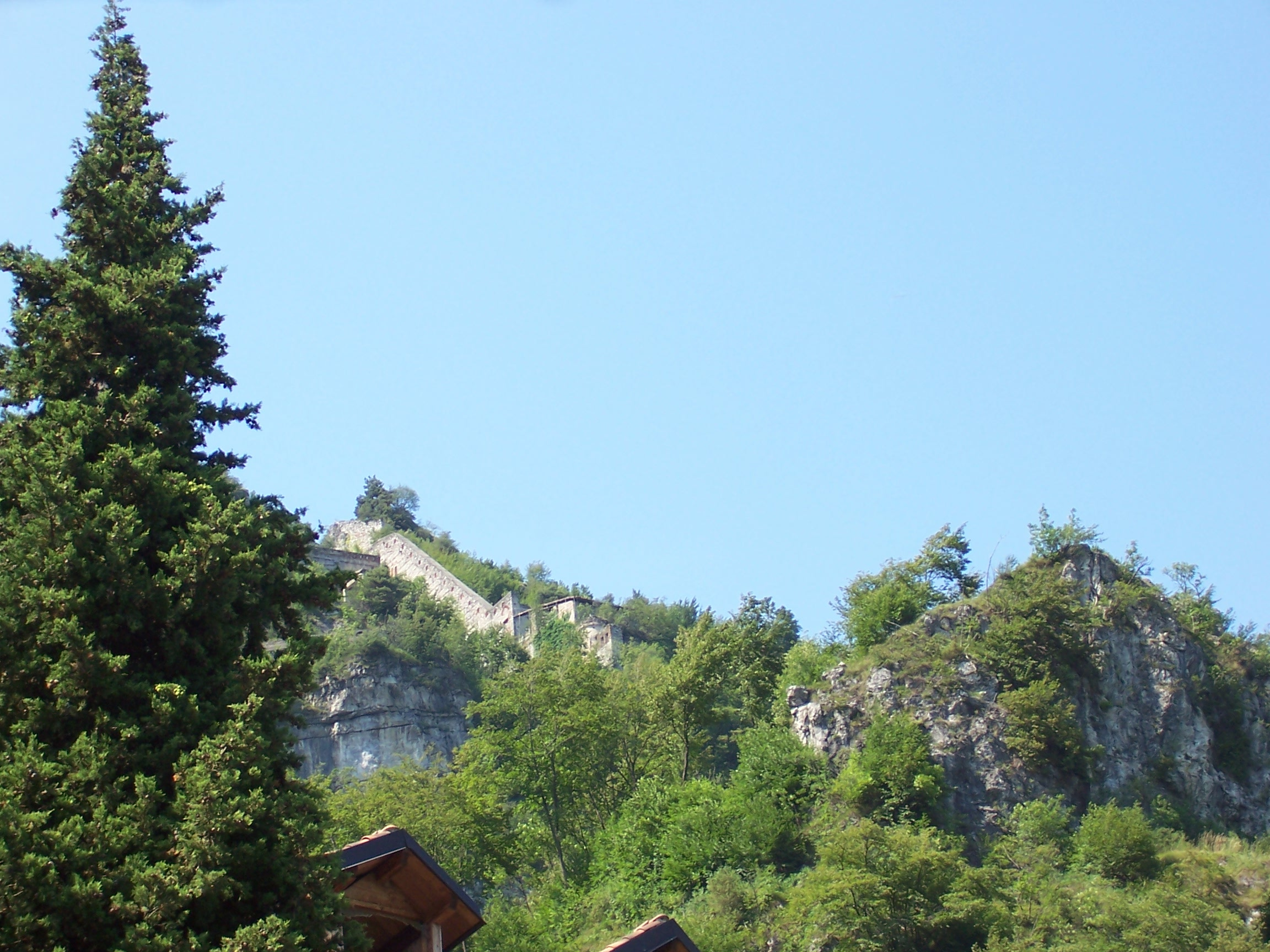
La trincea fortificata della Rocca d'Anfo rivolta verso il confine del Trentino vista dalla statale del Caffaro

Nel 1871 il Piano Generale varato dalla Commissione Permanente per la Difesa dello Stato, stanziò mezzo milione di lire per rinforzare la struttura militare della Rocca d'Anfo. La somma messa a disposizione consentì di intervenire sulla modifica delle casematte della batteria Rolando, la realizzazione della nuova batteria Statuto e l'acquisto dell'artiglieria necessaria.
La prima guerra mondiale con i suoi combattimenti sul fronte dell'Adamello e della Valle di Ledro, tolse quel ruolo strategico sul quale si fondava la logica della costruzione della Rocca. L'ultima ristrutturazione fu nel 1914 assieme ai forti di Valledrane nel Comune di Treviso Bresciano e Cima Ora in quello di Bagolino. Le batterie non furono utilizzate nella Grande Guerra e il complesso fu adibito a polveriera per l'esercito spintosi più a nord. Il 13 giugno 1917 un incendio fece esplodere alcune baracche contenenti munizioni. Un altro incendio del 12 agosto 1924 causò la distruzione della Rocca Vecchia. Il 26 aprile 1945, i Tedeschi in ritirata fecero esplodere le munizioni contenute nella batteria Statuto.
Dal 1915 al 1975 l'esercito italiano utilizzò la Rocca come deposito munizioni, infatti in quell'anno tale funzione fu attribuita al Deposito Munizioni e Esplosivi Tre Cornelli di Serle. In quell'ultimo periodo il presidio militare era composto da un maresciallo e otto soldati. Abbandonata, affidata alle cure di un custode, nel 1981 un movimento franoso di notevoli dimensioni ha interrotto la strada interna che porta agli edifici napoleonici di Rocca Alta. Da pochi anni l'Agenzia del Demanio dello Stato ha concesso in simbolico affitto la Rocca alla Comunità Montana Valle Sabbia affinché ne curi il ripristino delle opere più significative da adibire poi a percorso turistico organizzato e museale.